# Kay Bailey Hutchison
Kay Bailey Hutchison (nacida Kathryn Ann Bailey, 22 de julio de 1943) es una política estadounidense que se desempeñó como Senadora de los Estados Unidos de Texas de 1993 a 2013. Es miembro del Partido Republicano. En 2001, fue nombrada una de las treinta mujeres más poderosas en América por Ladies' Home Journal. La primera mujer en representar a Texas en el Senado de los Estados Unidos, Hutchison también se convirtió en el primer senador de Texas en recibir más de cuatro millones de votos en una sola elección.
Hutchison fue la senadora republicana con más antigüedad al final de su mandato y la quinta senadora, después de asumir el cargo en junio de 1993, detrás de los senadores Barbara Mikulski (D-MD, 1987), Dianne Feinstein (D-CA, 1992) , Barbara Boxer (D-CA, enero de 1993) y Patty Murray (D-WA, enero de 1993).
En 2013, se incorporó al bufete de abogados Bracewell & Giuliani. El 29 de junio de 2017, Hutchison fue nominado para ser el próximo Embajador de Estados Unidos en la OTAN por Donald Trump
- Datos: Q239928
- Multimedia: Kay Bailey Hutchison / Q239928